# José Arredondo
José Juan Arredondo (né le 30 mars 1984 à San Pedro de Macorís en République dominicaine) est un lanceur de relève droitier qui évolue en Ligue majeure de baseball de 2008 à 2012 avec les Angels de Los Angeles et les Reds de Cincinnati.

## Biographie

### Angels de Los Angeles
José Arredondo est recruté comme agent libre amateur le 25 juin 2002 par les Angels de Los Angeles. Il débute en Ligue majeure le 14 mai 2008.
Le 28 juin 2008, Arredondo succède à Jered Weaver pour deux manches au monticule et complète un match sans coup sûr combiné des Angels aux dépens des Dodgers de Los Angeles. Cependant, une erreur de Weaver permet aux Dodgers d'inscrire le seul point d'une victoire de 1-0, devenant la 5e équipe de l'histoire à gagner un match sans même frapper de coup sûr.
Sélectionné en équipe de République dominicaine pour la Classique mondiale de baseball 2009, il ne prend finalement pas part à cette compétition.
Après un début de saison en demi-teinte (une victoire, trois défaites et une moyenne de points mérités de 5,55), il est reversé en Triple-A le 10 juin 2009.
Blessé, il est opéré et manque l'ensemble de la saison 2010. Les Angels annoncent le 12 décembre 2009 que son contrat ne sera pas prolongé ; il devient agent libre.

### Reds de Cincinnati
Arredondo rejoint les Reds de Cincinnati le 22 janvier 2010. C'est dans cette organisation qu'il passe sa saison de convalescence. Il effectue son retour au jeu le 15 mai 2011 avec les Reds.
En 2011, Arredondo lance 53 manches en 53 matchs et fait bien avec une moyenne de points mérités de 3,23 pour les Reds. Il enchaîne une autre bonne saison en 2012 avec une moyenne de points mérités de 2,95 en 61 manches lancées, six victoires, deux défaites, un sauvetage et 62 retraits sur des prises en 66 matchs. Il lance une manche et un tiers dans la Série de division 2012 contre les Giants de San Francisco mais accorde 3 points mérités.

## Statistiques
| Saison | Équipe    | G  | GS | CG | SHO | V  | D | SV | IP    | SO  | ERA  |
| ------ | --------- | -- | -- | -- | --- | -- | - | -- | ----- | --- | ---- |
| 2008   | LA Angels | 52 | 0  | 0  | 0   | 10 | 2 | 0  | 61.0  | 55  | 1,62 |
| 2009   | LA Angels | 43 | 0  | 0  | 0   | 2  | 3 | 0  | 45.0  | 47  | 6,00 |
| Totaux | Totaux    | 95 | 0  | 0  | 0   | 12 | 5 | 0  | 106.0 | 102 | 3,48 |

| Saison | Équipe    | G | GS | CG | SHO | V | D | SV | IP  | SO | ERA  |
| ------ | --------- | - | -- | -- | --- | - | - | -- | --- | -- | ---- |
| 2008   | LA Angels | 3 | 0  | 0  | 0   | 0 | 0 | 0  | 3.2 | 4  | 0,00 |
| Totaux | Totaux    | 3 | 0  | 0  | 0   | 0 | 0 | 0  | 3.2 | 4  | 0,00 |

Note : G = Matches joués ; GS = Matches comme lanceur partant ; CG = Matches complets ; SHO = Blanchissages ; 
V = Victoires ; D = Défaites ; SV = Sauvetages ; IP = Manches lancées ; SO = Retraits sur des prises ; ERA = Moyenne de points mérités.